# Саша Баша
Александар Бранковић (Обреновац), познатији као Саша Баша, српски је певач, композитор и текстописац.
Саша је од 2016. до 2020. године био у бенду Алеја Великана чији је и оснивач.  Године 2023. објављује свој први соло албум под називом Тризофренија. Албум је подељен у три фазе, заснован три различита алтер-ега. Бендови који их прате су: Саша Баша и Лила Идила, Саша Баша и Снене Сене и Саша Баша и Виртуал Ритуал. Наступа на Песми за Евровизију 2024. године са песмом Електрољубав.

## Дискографија

### Албуми
- Тризофренија (2023)

### Синглови
- Задах дивљег запада (2022)
- Нерођени (2022)
- План Б за план Д (2022)
- Маска (2022)
- Глинени голубови (2022)
- Фабрика барбика (2023)
- Изгубљени град (2024)
- Знај да ниси сам (2024)
- Електрољубав  (2024)